# شوفوج
شوفوغس هي بلدية فرنسية توجد بإقليم أردينز بمنطقة غراند إيست مساحتها حوالي 8.9 كم².